# Стрибун звичайний
Стрибун звичайний (Periophthalmus kalolo) — вид стрибунів, родина Оксудеркових (Oxudercidae). Поширений у північно-західній Індо-Пацифіці від східної Африки до Самоа. Морська \ солонуватоводна тропічна мангрова риба, сягає 14.1 см довжиною.